# 金沢松右衛門
金沢 松右衛門（金澤、かなざわ まつえもん、1850年5月3日（嘉永3年3月22日）- 1924年（大正13年）9月18日）は、明治時代の政治家。貴族院多額納税者議員。幼名・平治。

## 経歴
先代金沢松右衛門の二男として出羽国秋田郡土崎湊（秋田県南秋田郡土崎港町を経て現・秋田市）に生まれる。兄は夭折し、二男である松右衛門が家督を継いだ。1883年（明治16年）以降、南秋田郡学務委員、同郡肴町および連合町会議員、南秋田・河辺両郡連合町村会議員、南秋田郡会議員などを歴任する。
のち、秋田県多額納税者として補欠選挙で貴族院議員に互選され、1892年（明治25年）6月29日から1897年（明治30年）9月28日まで在任した。